# Back River (Tuross River)
Der Back River ist ein Fluss im Südosten des australischen Bundesstaates New South Wales.

## Geographie
Der Fluss entspringt etwa sieben Kilometer östlich von Kybeyan am Westrand des Wadbilliga-Nationalparks an den Osthängen der Great Dividing Range. Er fließt nach Nordwesten und mündet bei Two River Plain in den Tuross River.